# Greenfield Festival
Il Greenfield Festival è un festival musicale svizzero che dal 2005 si tiene ogni anno, nella città di Interlaken; solitamente i palchi sono calcati da gruppi che suonano musica rock, punk e metal.

## Edizioni

### 2005
- Data: 26. – 24. Giugno 2005
- Numero di spettatori: 25'500

Line-up
- Adam Green
- Aereogramme
- Alter Bridge
- Boss Martians
- Breed 77
- Bright Eyes
- Burrell
- Clawfinger
- De-Phazz
- Die Toten Hosen
- Donots
- Eagles of Death Metal
- The Eighties Matchbox B-Line Disaster
- Element of Crime
- Fantômas
- Favez
- Feeder
- Finch
- Flogging Molly
- Giant Sand
- Goldenhorse
- Grannysmith
- Green Day
- Jimmy Eat World
- Kettcar
- La Vela Puerca
- Madrugada
- Madsen
- Melody Club
- Millencolin
- Moondog Show
- Nguru
- Pennywise
- Shilf
- Simple Plan
- Slut
- Snitch
- System of a Down
- The (International) Noise Conspiracy
- The Faint
- The Hellacopters
- Turbonegro

Le esibizioni di Nine Inch Nails e Queens of the Stone Age sono state cancellate a causa del cattivo tempo.

### 2006
- Data: 16. – 18. Giugno 2006
- Numero di spettatori: 20 000

Line-up:
- A.F.
- Amplifier
- Apocalyptica
- Archie Bronson Outfit
- Archive
- Art Brut
- Babyshambles (cancellati)
- Backyard Babies
- Billy Talent
- Depeche Mode
- dEUS
- Donots
- Elbow
- Hard-Fi
- In Extremo
- Karamelo Santo
- Kashmir
- Lagwagon
- Live
- Mad Caddies
- Maxïmo Park
- Nguru
- Pale
- Panteón Rococó
- Placebo
- Redwood
- Seeed
- Speck
- Starsailor
- The Answer
- The Cardigans
- The Datsuns
- The Delilahs
- The Peacocks
- The Sisters of Mercy
- The Soundtrack of Our Lives
- The Weepies
- Therapy?
- Tool
- Trivium
- William White & The Emergency

### 2007
- Data: 15. – 17. Giugno 2007
- Numero di spettatori: 24'848

Line-up:
- Thirty Seconds to Mars
- Cataract
- Die Happy
- Dredg
- Five O'Clock Heroes
- Flogging Molly
- Frank Black
- Hayseed Dixie
- Head Automatica
- Hinder (cancellati)
- Houston Swing Engine
- Ill Niño
- Incubus
- Itchy Poopzkid
- Juliette and the Licks
- La Vela Puerca
- Less Than Jake
- Madsen
- Manic Street Preachers
- Marilyn Manson
- McQueen
- Me First and the Gimme Gimmes
- My Chemical Romance (cancellati)
- Navel
- Porcupine Tree
- Queens of the Stone Age
- Reel Big Fish
- Slayer
- Snitch
- Sonic Youth
- Stone Sour
- Sugarplum Fairy
- The 69 Eyes
- The Films
- The Hives
- The Killers
- The Lemonheads
- The Smashing Pumpkins
- Therapy?
- Tomte

### 2008
- Data: 13. – 15. Giugno 2008
- Numero di spettatori: 26'218

Line-up:
- 3 Doors Down (cancellati e sostituiti dagli Heaven Shall Burn)
- Apocalyptica
- Bad Religion (al posto dei Linkin Park)
- Beatsteaks
- Black Rebel Motorcycle Club
- Blackmail
- Bullet for My Valentine
- Coheed and Cambria
- Die Ärzte
- Donots
- Enter Shikari
- From First To Last
- Funeral for a Friend (cancellati)
- Heaven Shall Burn
- In Extremo
- In Flames
- Jaguar Love
- Kettcar
- Kilians
- Linkin Park (cancellati a causa di una repentina malattia del chitarrista)
- Millencolin
- NOFX
- Oceansize
- Panteón Rococó
- Reign of Silence
- Rise Against
- Schwellheim
- Sick of It All
- Slut
- The Bianca Story
- The Blackout
- The Donnas
- The Offspring
- The Weakerthans
- Zebrahead
- Zox

### 2009
- Data: 12. – 14. Giugno 2009
- Numero di spettatori: n/a

Line-up:
- A Day to Remember
- ...And You Will Know Us by the Trail of Dead
- Animal Kingdom
- August Burns Red
- Billy Talent
- Broilers
- Caliban
- Cataract
- Disturbed
- Dredg
- Dryconditions
- Faith No More
- Flogging Molly
- Future of the Left
- Gallows
- Gogol Bordello
- Guano Apes
- Horse the Band
- Itchy Poopzkid
- Karamelo Santo
- Korn
- Less Than Jake
- Lovedrug
- Monster Magnet
- Neimo (al posto dei Face to Face)
- Nightwish
- Parkway Drive
- Shinedown
- Slipknot
- Social Distortion
- Soulfly
- Staind
- Tomte
- Trivium
- The Blackbox Revelation
- The Krupa Case
- The Subways
- The Temper Trap
- The Ting Tings
- The Wombats
- Volbeat

### 2010
- Data: 11 - 13 giugno 2010

Line-Up:
- Bak XIII
- Beatsteaks
- Bleeding Through
- Blessed By A Broken Heart
- Cancer Bats
- Callejon
- Coheed and Cambria
- Crime in Stereo
- Danko Jones
- Death by Stereo
- Donots
- Eluveitie
- General Fiasco
- Goodbye Fairbanks
- Ghost of a Thousand
- Grannysmith
- Hatebreed
- Heaven Shall Burn
- HIM
- Hot Water Music
- Juliette Lewis
- Killswitch Engage
- Liquid God
- LoveHateHero
- Mad Sin
- Neaera
- Panteón Rococó
- Porcupine Tree
- Promethee
- Rammstein
- Sepultura
- Subway to Sally
- The Beauty Of Gemina
- The Busters
- The Dillinger Escape Plan
- The Hives
- The Peacocks
- The Prodigy
- The Used
- Turbostaat
- Unheilig
- WIZO
- Zebrahead

### 2011
- Data: 9 - 11 giugno 2011

Numero di spettatori: 25.880
Line-Up: 
- Adept
- After the Burial
- All Time Low
- Anti Flag
- Apocalyptica
- Boysetsfire
- Broilers
- Bullet for My Valentine
- Caliban
- Callejon
- Che Sudaka
- Comeback Kid
- Converge
- Disturbed
- Dredg
- Escapado
- Escaper from Sickness
- Favez
- Flogging Molly
- Foo Fighters
- Framing Hanley
- Frank Turner
- Fuckup
- Itchy Poopzkid
- Kvelertak
- Lacuna Coil
- Long distance calling
- Madsen
- Navel
- Parkaway Drive
- Scream your name
- Sick of It All
- Silverstein
- Sublime with Rome
- Suicide Silence
- System of a Down
- The Dreadnoughts
- The Gaslight Anthem
- The Ocean
- The Rambling Wheels
- The Sorrow
- The Young Gods
- Volbeat
- We butter the bread with butter
- Wolfmother
- Young Guns